# مجمع السلطان بايزيد الثاني الصحي
مجمع السلطان بايزيد الثاني (بالتركية: Külliyesi SAGLIK Müzesi)‏ أو مجمع دار الشفاء (بالتركية: darüşşifa)‏ هو أول وأكبر مجمع صحي عرفه العالم في القرن الخامس عشر. بُني على الطراز الإسلامي والعثماني في العام 1488 بأمر من السلطان بايزيد الثاني، ويضم مسجد ومدرسة ومشفى (دار الشفاء)، يقع في محافظة أدرنة التركية وأصبح حاليا متحفًا تابعًا لجامعة تراقيا في أدرنة.

## التاريخ
خلافا للتصور اللاهوتي المسيحي والإغريقي الذي اعتبر الجنون تدبيرًا شيطانيًا، وفيما قضت أوروبا ثلاثة قرون متتالية في حرق وتعذيب المرضى ، عمل المسلمون وعلى رأسهم العثمانيون على علاج المرضى عقليا باستخدام الموسيقى والرسم وخرير المياه والعطور. وكانوا أول من أسس مشفى للأمراض العقلية في العالم خلال القرن الخامس عشر حمل اسم مُؤَسِّسه بايزيد الثاني، كما عُرف واشتهر باسم مجمع دار الشفاء. استمر مجمع دار الشفاء في الخدمة طوال أربعة قرون حتى بداية الحرب الروسية التركية (1877-1878) ليتحول لاحقا إلى متحف مخصص لتاريخ الطب تابع لجامعة تراقيا سنة 1993 أطلق عليه اسم متحف الصحة (التركية: Sağlık Müzesi)، وأصبح ثاني أكثر المواقع التاريخية زيارة في أدرنة بعد جامع السليمية كما حصل على العديد من الجوائز كان أهمها جائزة المجلس الأوروبي وجائزة متحف المجلس الأوروبي سنة 2004.
كما إدرج مجمع السلطان بايزيد الثاني ضمن القائمة المؤقتة لمواقع التراث العالمي في تركيا، وضمن قائمة منظمة اليونسكو العالمية للتراث الإنساني.

## التصميم

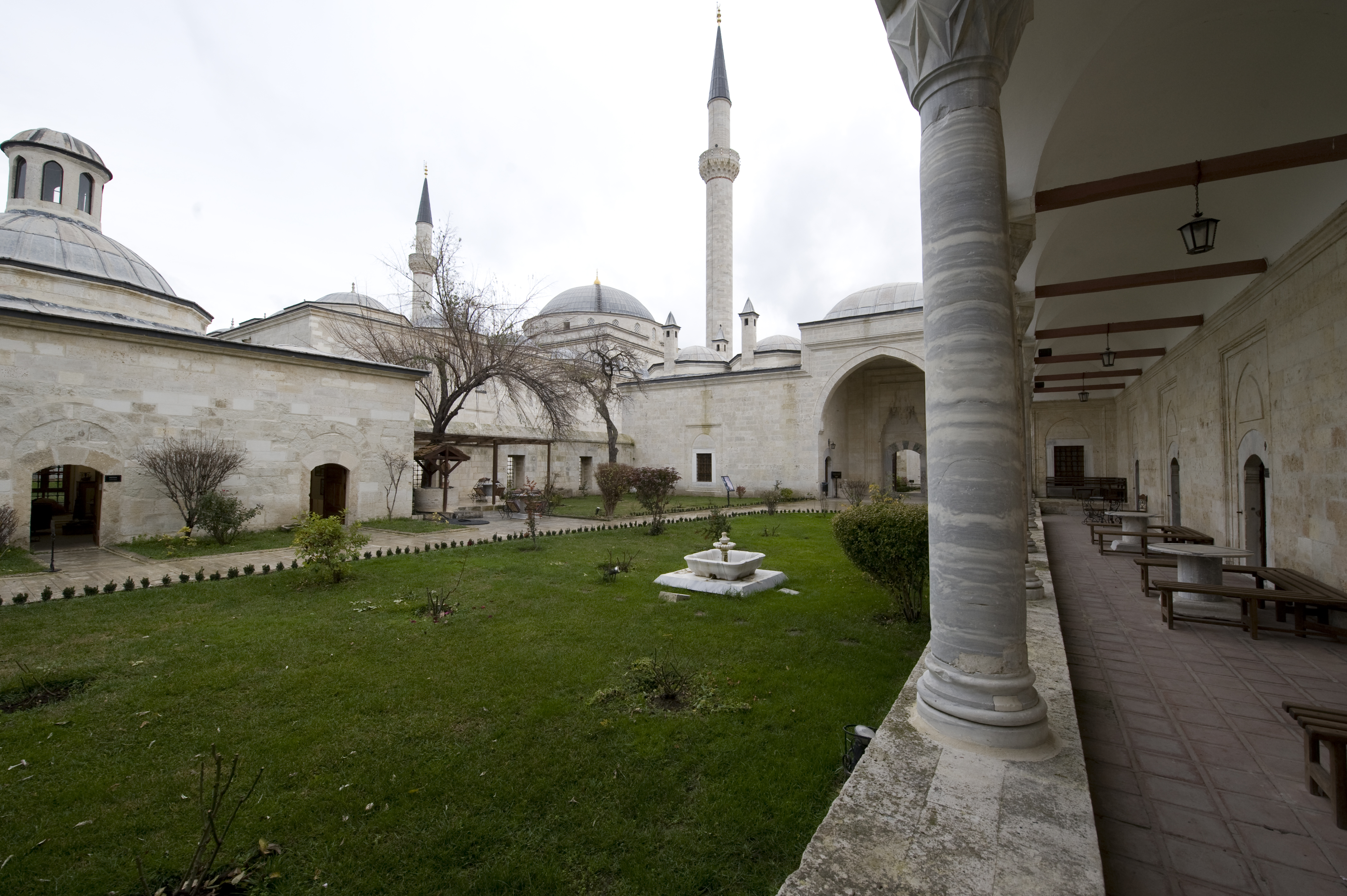
التصميم الداخلي لمجمع السلطان بايزيد الثاني الصحي

## المدرسة الطبية
صنفت المدرسة الطبية في مجمع السلطان بايزيد الثاني الصحي (بالتركية: Medrese-i Etibba)‏ من بين أفضل 60 مدرسة في الدولة العثمانية.
وقد اعتنت الدولة عناية شديدة بتأطير وتعليم الطلبة ليصبحو أطباء أكفاء في مجمع الشفاء حتى ذاع صيتهم في كل أنحاء العالم، إذ كانوا يأخذون علمهم من أمهات الكتب الطبية التي وفرت لهم في مكتبة المدرسة ككتب ابن البيطار وابن جزلة. خصص للطلبة 18 غرفة خاصة وغرف أخرى للتدريب بالإضافة إلى الفصول الدراسية والمكتبة والفناء.

## معرض الصور

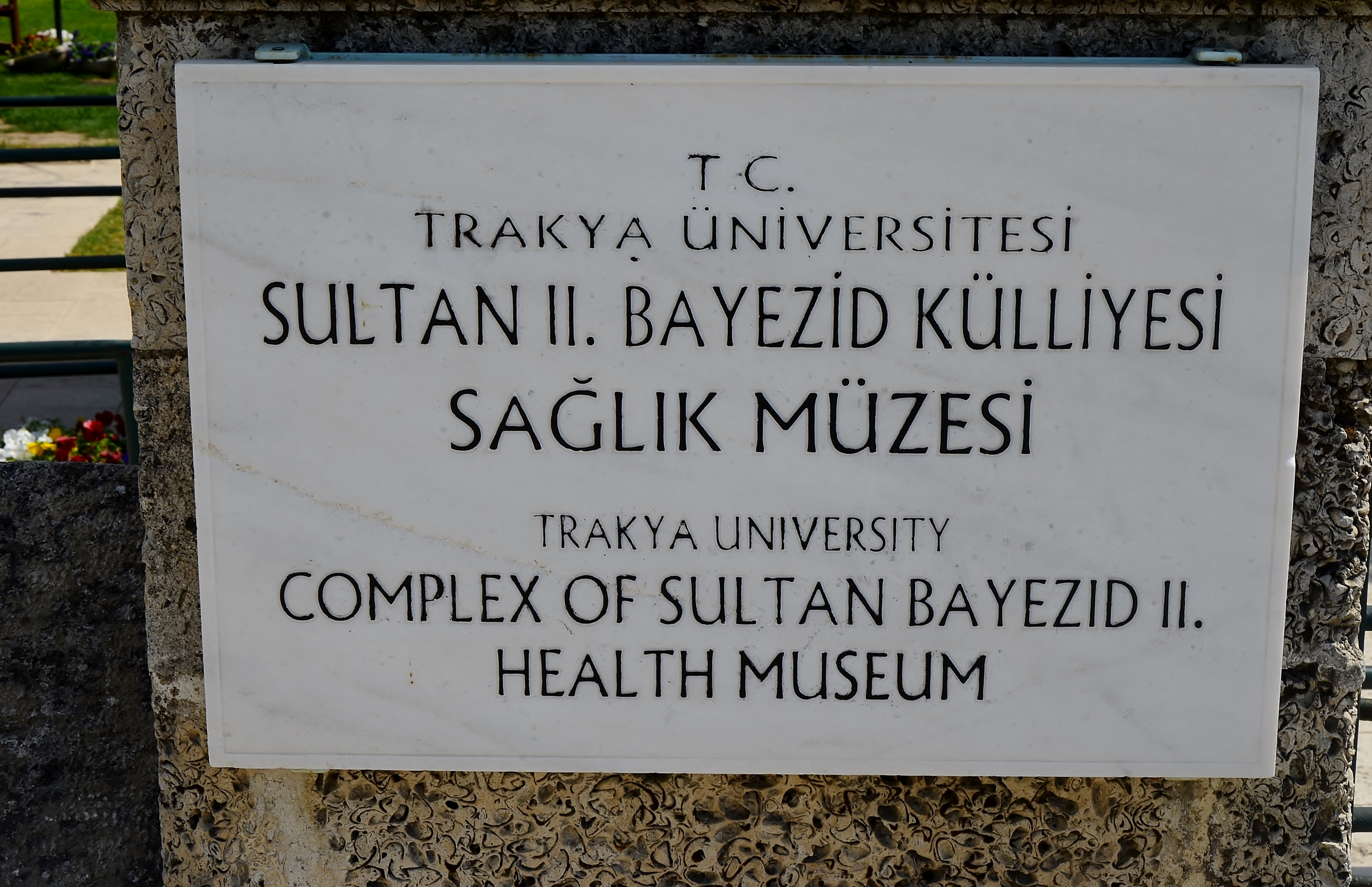
لوحة كتب عليها عبارة متحف مجمع السلطان بايزيد الصحي-جامعة تراكيا- باللغة التركية والإنجليزية
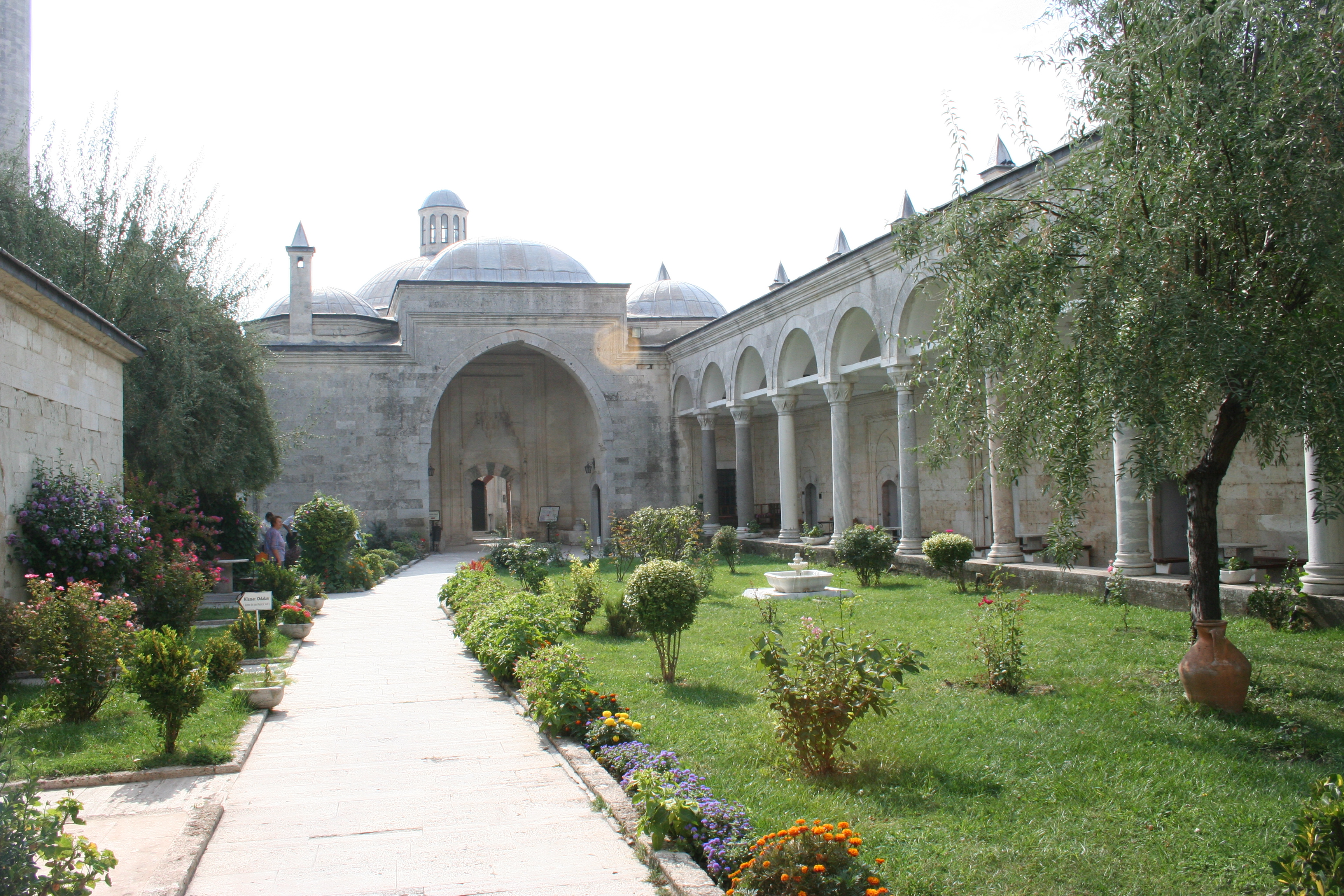
الفناء الداخلي لدار الشفاء
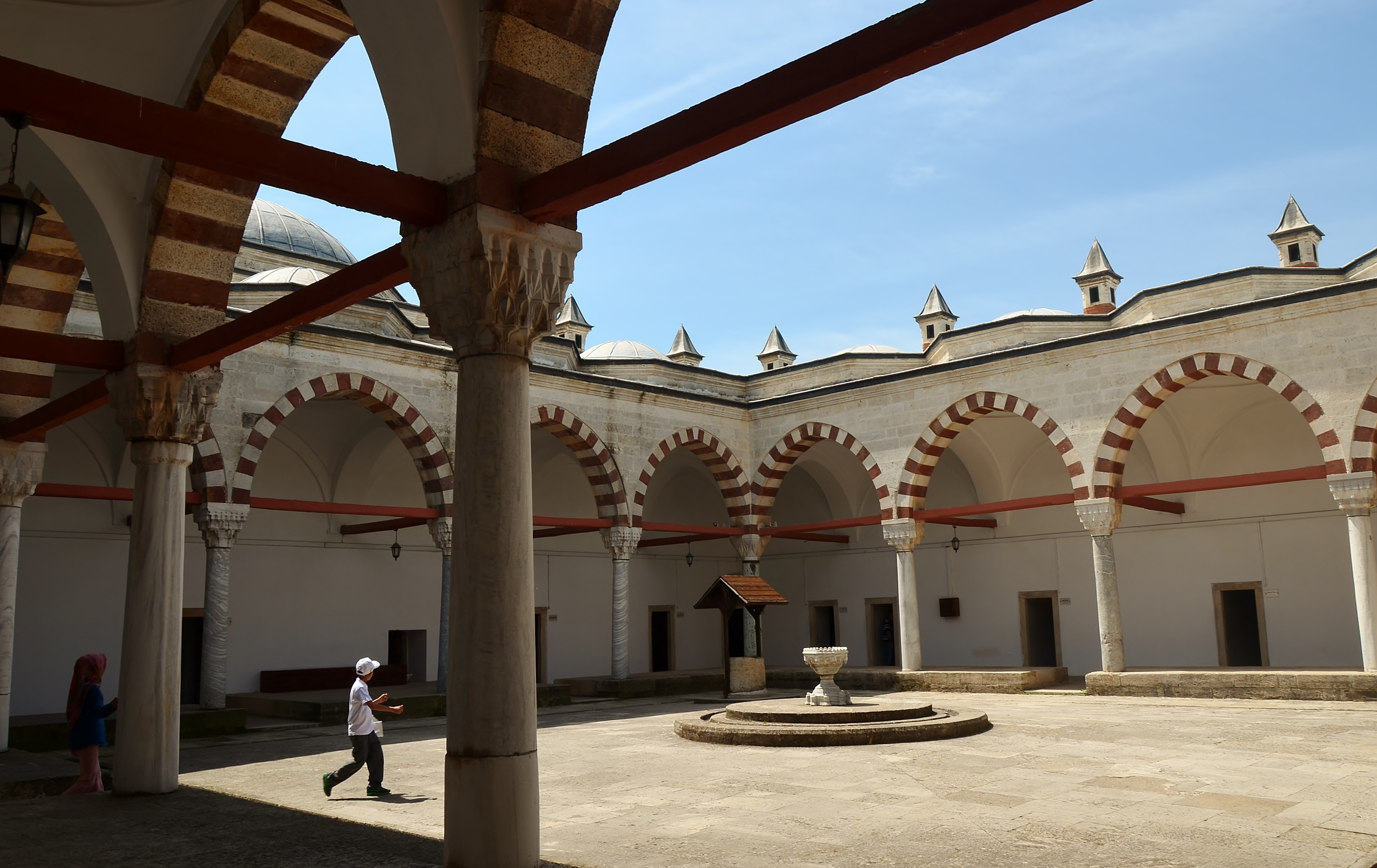
صحن المدرسة الطبية-مجمع السلطان بايزيد الثاني الصحي
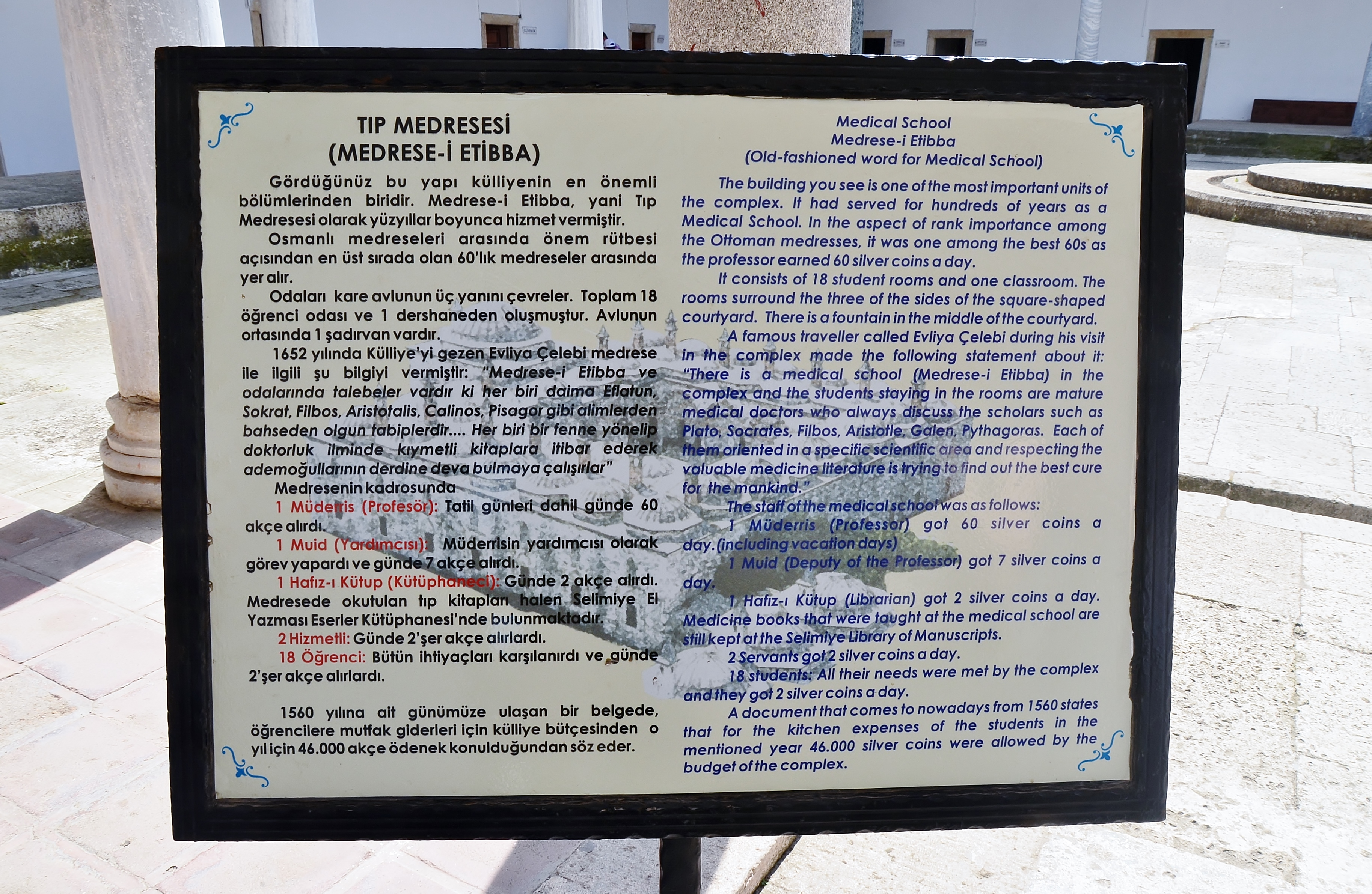
لوحة معلومات للمدرسة الطبية-مجمع السلطان بايزيد الثاني الصحي

## روابط خارجية
- الموقع الرسمي لمجمع السلطان بايزيد الثاني الصحي (بالإنجليزية)